# Kruševo (Olovo)
Kruševo es un pueblo ubicado en el municipio de Olovo, en el cantón de Zenica-Doboj, Bosnia y Herzegovina.

## Superficie
Posee una superficie de 10,34 kilómetros cuadrados.

## Demografía
Hasta 2013 la población era de 168 habitantes, con una densidad de población de 16,2 habitantes por kilómetro cuadrado.